# Huguette Arthur Bertrand
Huguette Arthur Bertrand (Écouen, Isla de Francia, 1920 - París, 2005) fue una pintora no figurativa francesa, que participó en el movimiento de la abstracción lírica.

## Datos biográficos
Figura femenina y singular de las artes de París de las décadas de 1950 y 1960, Huguette Bertrand Arthur llegó a ser famosa muy pronto entre los primeros representantes del arte abstracto en la posguerra francesa, inicialmente designados bajo el nombre de joven y a continuación nueva escuela de París.
Nació en 1920. Después de una infancia pasada en la región de Saint-Etienne, donde estuvo en contacto con la tradición textil, se trasladó a París, en la inmediata posguerra. Allí entabló amistad con los artistas que gravitaban alrededor de la galería de Denise René y viajó a Praga con una beca. Su sensibilidad y pasión, sin embargo, le alejaron de la geometría fría y lisa desarrollada por su entorno artístico, y le animaron a seguir su propia energía pictórica. Presente en el Salón de mayo de 1949, participó en el grupo  les Mains éblouies (las manos deslumbradas) con exposiciones en la Galería Maeght en 1949 y 1950. Presentó sus primeras exposiciones individuales en la galería Niepce en 1951, para posteriormente pasar a la Galerie Arnaud con la que trabajó de 1953 a 1959. Obtuvo el Premio Fénéon en 1955, expuso al año siguiente en Nueva York (Meltzer Gallery), en Copenhague (Birch Gallery) y luego en Inglaterra, Bélgica, Alemania y Japón.
En 1956 participó en la exposición La aventura del arte abstracto organizada por Michel Ragon.
Su trabajo evolucionó desde las composiciones muy construidas, organizadas en masas de color y líneas agrupadas, a los campos más fluidos atravesados por destellos e invadidos de sombras. Su universo pictórico se amplió desde la racionalidad a la libertad madura, esto se aprecia en la supresión de la línea y la difusión del color. El carga material se tornó más ligera y se desvanecieron las formas, dando paso a las nubes transparentes diluidas, que parecen intentar llegar en una totalidad, a la esencia misma de la pintura .
La transición se produce a través de varios años de forma escalonada, en una investigación lenta y paciente. Aunque el progreso es suave, la energía liberada y el gesto se reafirman con fuerza. La construcción y la organización de valores, siempre tienen prioridad sobre el color, utilizado en registros restringidos, por lo general con dominio de marrones, rojos y naranjas, sus colores favoritos.
"Ni geometrismo, ni paisajismo abstracto. Una hermosa abstracción lírica que inicia su cauce en los años cincuenta y que no ha cesado de engrosar sus aguas (...); de sólidas convicciones que de ninguna manera podrían temblar", escribe Michel Ragon, en el catálogo de una de los últimas exposiciones de la pintora (Galería Galarté, París, 1987). Huguette Arthur Bertrand es también autora de numerosos cartones para tapicerías realizadas en Aubusson, una forma de lealtad a su familia y su origen (Galería La Demeure, París, 1975).
Las obras de Huguette Arthur Bertrand se conservan en el Centro Georges Pompidou, en el Museo de Arte Moderno de París, en el Museo de Arte Moderno de Saint Étienne, así como en muchos otros museos franceses y extranjeros (especialmente de los Estados Unidos).